# Ga Ganseogogeori
Ga Ganseogogeori là ga tàu điện ngầm trên Tuyến 1 của Tàu điện ngầm Incheon.

## Bố trí ga
| Bupyeongsamgeori ↑      |
| \| N/B                  |
| ↓ Tòa thị chính Incheon |

| Hướng Bắc | ← ● Incheon tuyến 1 Hướng đi Gyeyang                             |
| Hướng Nam | → ● Incheon tuyến 1 Hướng đi Công viên lễ hội ánh trăng Songdo → |

## Vùng lân cận
- Lối thoát 1: Tổng công ty vận chuyển Incheon, trường phổ thông nữ sinh Sinmyeong, trường phổ thông nữ sinh Ganseok
- Lối thoát 2: Hội trường đám cưới Mokhwa
- Lối thoát 3: Bưu điện Ganseok-dong, khách sạn Royal, trường trung học Sang Incheon, trường trung học Inje
- Lối thoát 4: Cửa hàng Olive
- Lối thoát 5: Khách sạn Robert
- Lối thoát 6: Trạm cứu hoả Ganseok
- Lối thoát 7: Bệnh viện Sae Heemang
- Lối thoát 8: Saemaeul Geumgo
- Lối thoát 9: Trường tiểu học Dongam